# SDI (moteur)
 (mai 2019).
Si vous disposez d'ouvrages ou d'articles de référence ou si vous connaissez des sites web de qualité traitant du thème abordé ici, merci de compléter l'article en donnant les références utiles à sa vérifiabilité et en les liant à la section « Notes et références ».
Pour les articles homonymes, voir SDI.
Le moteur SDI (pour "Suction Diesel Direct Injection") est un moteur diesel atmosphérique créé par le groupe Volkswagen. C’est l'ancêtre du TDI qui deviendra le moteur diesel de ce même groupe avec un turbo en plus et qui sera décliné en diverses architectures et cylindrées.

## Conception
Il s’agit d’un moteur diesel 4 cylindres en ligne à injection directe refroidi par eau. Ce moteur se caractérise par son vilebrequin à cinq paliers et sa pompe d’injection distributrice à régulation électronique.
Il se distingue également par l’actionnement direct des soupapes par arbre à cames en tête et la commande des soupapes sans entretien par poussoirs hydrauliques.

## Recherche
- Une étude mexicaine teste le moteur et annonce que : la puissance est 16,7% inférieure aux promesses de VW, le couple maximal inférieur de 18% et d'autres informations qui montrent une incohérence entre leurs mesures et les documents de VW[2].
- Une autre étude mexicaine analyse les émissions du moteur[3].
- Une étude polonaise reproduit un modèle 3D du vilebrequin afin d'en simuler les efforts et envisager des améliorations[4].